# Titularbistum Iunca in Byzacena
Iunca in Byzacena (ital.: Giunca di Bizacena) ist ein Titularbistum der römisch-katholischen Kirche.
Es geht zurück auf ein früheres Bistum in der spätantiken römischen Provinz Byzacena in der Sahelregion des heutigen Tunesien.
| Titularbischöfe von Iunca in Byzacena |                                    |                                                         |                   |                   |
| Nr.                                   | Name                               | Amt                                                     | von               | bis               |
| 1                                     | Marcel Roger Buyse OFMCap          | emeritierter Bischof von Lahore (Pakistan)              | 12. März 1967     | 8. Januar 1971    |
| 2                                     | Ephraim Silas Obot                 | Weihbischof in Ikot Ekpene (Nigeria)                    | 28. Juni 1971     | 17. Dezember 1977 |
| 3                                     | Vital João Geraldo Wilderink OCarm | Weihbischof in Barra do Piraí-Volta Redonda (Brasilien) | 5. Juni 1978      | 21. April 1980    |
| 4                                     | Lino Vombömmel OFM                 | Weihbischof in Santarém (Brasilien)                     | 25. Mai 1981      | 9. Juni 1983      |
| 5                                     | Thadeu Gomes Canellas              | Weihbischof in Porto Alegre (Brasilien)                 | 19. November 1983 | 10. November 1999 |
| 6                                     | Manuel Parrado Carral              | Weihbischof in São Paulo (Brasilien)                    | 3. Januar 2001    | 9. Januar 2008    |
| 7                                     | Juan Humberto Gutiérrez Valencia   | Weihbischof in Guadalajara (Mexiko)                     | 14. Februar 2008  |                   |